# 香港快速公路

香港快速公路標誌

香港快速公路，英文為Expressway，是根據香港法例第374Q章《道路交通（快速公路）規例》規限，並根據香港《道路交通條例》刊登在《香港憲報》的高速道路。香港快速公路的車速限制為時速為70至110公里，其中北大嶼山公路為全港車速限制最寬鬆的道路，為時速110公里。所有高速公路路牌都會是以綠色底色顯示。
雖然香港早已設有多條幹線系統，但並非所有幹線道路都是快速公路，例如隧道路段、早期建設位於市區的道路（如堅拿道天橋、窩打老道、觀塘道）；此外，也有非屬於幹線系統的道路（主要為連接幹線系統的道路）被納入快速公路。
另外，行車隧道不會被列為快速公路內，但實際上與快速公路並無太大差異。

香港快速公路、主幹路及其他主要道路

## 路段
以下為香港已建成的快速公路（截至2020年1月）：
| 項目 | 道路                                                     | 註 |
| ---- | -------------------------------------------------------- | --- |
| 1    | 東區走廊（維園道至永泰道）                               | 中環及灣仔繞道出口以東路段屬4號幹綫，以西路段連接4號幹綫                                                          |
| 2    | 觀塘繞道（鯉魚門道至太子道東）                           | 屬2號幹綫 |
| 3    | 西九龍公路及青葵公路                                     | 屬3號幹綫 |
| 4    | 荃灣路                                                   | 屬5號幹綫 |
| 5    | 屯門公路（荃灣路及青山公路(荃灣段)交界處至皇珠路）       | 屬9號幹綫 |
| 6    | 元朗公路（藍地交匯處至十八鄉交匯處）                     | 屬9號幹綫 |
| 7    | 青朗公路（不包括大欖隧道）及元朗公路通往青朗公路的路段   | 屬3號幹綫 |
| 8    | 新田公路                                                 | 屬9號幹綫 |
| 9    | 粉嶺公路                                                 | 屬9號幹綫 |
| 10   | 大埔太和路（吐露港公路至寶雅路）                         | 連接9號幹綫 |
| 11   | 吐露港公路                                               | 屬9號幹綫 |
| 12   | 完善路（大埔太和路至吐露港公路）                         | 連接9號幹綫 |
| 13   | 大埔公路沙田段（吐露港公路至禾輋邨）                     | 屬9號幹綫 |
| 14   | 沙田路                                                   | 屬1號幹綫 |
| 15   | 大老山公路、沙瀝公路及部分馬鞍山路                       | 大老山公路屬2號幹綫，沙瀝公路連接1號幹綫及2號幹綫，馬鞍山路連接2號幹綫                                            |
| 16   | 青沙公路（長青公路至尖山隧道，不包括南灣隧道）           | 屬8號幹綫 |
| 17   | 青葵公路（至長青隧道入口）、長青公路                     | 屬3號幹綫 |
| 18   | 青嶼幹線及馬灣路                                         | 青嶼幹線屬8號幹綫，雙線雙程的馬灣路連接8號幹綫，為全港最狹窄的快速公路                                            |
| 19   | 北大嶼山公路（大嶼山繳費廣場至東涌東交匯處）和竹篙灣公路 | 北大嶼山公路屬8號幹綫，竹篙灣公路連接8號幹綫，未來可能歸屬11號幹綫                                                |
| 20   | 港深西部公路及深港西部通道／深圳灣公路大橋               | 屬10號幹綫 |
| 21   | 港珠澳大橋香港連接路（不包括觀景山隧道 ）                | 唯一採用右上左落行駛方向的快速公路，連接 珠三角环线高速，為唯一一條直接連接中华人民共和国国家高速公路网的快速公路 |

## 出入口
在快速公路入口，會豎立標示提示駕駛者即將進入快速公路，需遵守有關快速公路的規則。
在快速公路出口前，也會豎立標示提示駕駛者即將離開快速公路，而在主幹道，更會在快速公路出口前若干距離豎立龍門架提示駕駛者。

## 限制
- 除超車外需靠左駛（港珠澳大橋香港連接路則為靠右駛）
- 除非為前往右邊出口，否則中型及重型貨車、巴士、救援車輛、任何拖着拖車或另一車輛的汽車，以及貼有P牌的私家車、輕型貨車、電單車及機動三輪車，一律禁止使用最右邊行車線。（港珠澳大橋香港連接路則為最左綫）